# Vermiliopsis infundibulum
Vermiliopsis infundibulum är en ringmaskart som först beskrevs av Philippi 1844.  Vermiliopsis infundibulum ingår i släktet Vermiliopsis och familjen Serpulidae. Arten har ej påträffats i Sverige. Inga underarter finns listade i Catalogue of Life.